# Phodoryctis stephaniae
Phodoryctis stephaniae är en fjärilsart som beskrevs av Tosio Kumata och Hiroshi Kuroko 1988. Phodoryctis stephaniae ingår i släktet Phodoryctis och familjen styltmalar.
Artens utbredningsområde är:
- Nepal.
- Taiwan.

Inga underarter finns listade i Catalogue of Life.